# Wolfgang Kühlwein
Wolfgang Kühlwein (* 20. April 1940 in Nürnberg; † 23. September 2024) war ein deutscher Anglist, Linguist und Hochschullehrer.

## Leben
Nach dem Abitur an der Fürther Oberrealschule studierte Kühlwein von 1959 bis 1962 Anglistik, Germanistik, Slavistik und zuletzt zwei Semester Rechtswissenschaft an der Friedrich-Alexander-Universität Erlangen-Nürnberg. 1962 wurde er Mitglied des Corps Onoldia. 1963/64 war er Lektor an der Universität Manchester. Nachdem er 1964 in Erlangen das Erste Staatsexamen in Englisch und Deutsch gemacht hatte, ging er für fünf Jahre nach Kiel, zunächst als Wissenschaftlicher Assistent am Englischen Seminar der Christian-Albrechts-Universität zu Kiel. Dort wurde er 1966 summa cum laude zum Dr. phil. promoviert. Schon damals wandte er sich der Computerlinguistik zu. Ab 1967 war er Dozent an der Pädagogischen Hochschule Kiel. 1969 ging er als Oberassistent an die Universität Stuttgart, an der er sich 1970 für Englische Philologie habilitierte. Im selben Jahr folgte er dem Ruf der Universität Trier-Kaiserslautern auf den Lehrstuhl für Englische Philologie in Trier. 1970/71 war er Dekan seiner Fakultät, von 1970 bis 1972 Stellvertretender Leiter der Universität Trier-Kaiserslautern. Von 1989 bis 1992 nahm er am Hochchinesisch-Programm der Studienbegleitenden Fremdsprachenausbildung teil, das er mit Auszeichnung abschloss. Neben Englisch waren Kühlweins Hauptarbeitsgebiete Theoretische Linguistik, Historische Linguistik, Kontrastive Linguistik, Semantik, Lexikologie und Soziosemiotik. Er hielt Gastprofessuren in Luxemburg 1971 bis 2015, China, Indonesien, Irland, Polen, Südamerika, Ostasien, im Pazifischen Raum und in den USA. Häufig evaluierte er Bachelor- und Master-Studiengänge von Universitäten in Skandinavien und im Baltikum. Am 30. September 2005 wurde er emeritiert.

## Mitgliedschaften
- Deutscher Anglistenverband
- Ehrenmitglied der Gesellschaft für Angewandte Linguistik (1986; Präsident 1976–1986)
- Association Internationale de Linguistique Appliquée (Vizepräsident 1981–1987)

## Ehrungen
- 1981: Österreichisches Ehrenkreuz für Wissenschaft und Kunst I. Klasse
- 1981: Ehrenmedaille der Universität Klagenfurt
- 1992: Verdienstorden des Großherzogtums Luxemburg
- 2005: Verdienstorden der Republik Polen gem. Antrag des fr.poln. Kultusministers u. fr.Rektors der Univ. Poznań, Ord. Univ.Prof.  Dr. Dr. h. c. J. Fisiak (beschlossen von der Regierung Polens 2005; Verleihung sollte je nach jeweiligem Verhältnis Poln.Regierung : Deutschland folgen)